# Gyronycha texana
Gyronycha texana är en skalbaggsart som beskrevs av Thomas Casey 1893. Gyronycha texana ingår i släktet Gyronycha och familjen kortvingar. Inga underarter finns listade i Catalogue of Life.